# マインダート・ディヤング
マインダート・ディヤング（Meindert De Jong, 1906年3月4日 – 1991年7月16日）は、アメリカ人児童文学作家である。
1906年、オランダのフリースラント州生まれ。1914年、家族と共にアメリカへ移り住んだ。
1955年にニューベリー賞、1957年にドイツ児童文学賞、1962年に国際アンデルセン賞作家賞、1969年に全米図書賞児童文学部門を受賞した。

## 受賞歴
- ニューベリー賞　1955年 （The Wheel on the School（『コウノトリと六人の子どもたち』）に対して）
- ドイツ児童文学賞　1957年 （The Wheel on the Schoolに対して）
- 国際アンデルセン賞作家賞　1962年
- 全米図書賞児童文学部門 1969年 （Journey from Peppermint Street（ペパーミント通りからの旅）に対して）

## 主な著書
- The Big Goose and the Little White Duck, 1938
- Shadrach, 1954
- Hurry Home Candy, 1954
- en:The Wheel on the School（『コウノトリと六人の子どもたち』）, 1955
- en:The House of Sixty Fathers（『六十人のおとうさんの家』）, 1956
- Along Came A Dog, 1959
- Journey from Peppermint Street, 1969

## 日本語訳された作品
- 『白ネコのぼうけん旅行』中山知子訳、偕成社、1966年
- 『コウノトリと六人の子どもたち』遠藤寿子訳、岩波書店、1967年、ISBN 4001108232
- 『キャンディいそいでお帰り』高杉一郎訳、講談社、1969年
- 『六十人のおとうさんの家』中村妙子訳、講談社、1971年
- 『ちびスカンクの大ぼうけん』文研子どもランド、白木茂訳、文研出版、1976年
- 『コウノトリと六人の子どもたち』岩波少年文庫2046、遠藤寿子訳、岩波書店、1979年
- 『青い目のネコと魔女をおえ』文研じゅべにーる、黒沢浩訳、文研出版、1980年
- 『ぼくの黒うさぎシャデラク』偕成社文庫、中村妙子訳、偕成社、1980年
- 『海べの塔』中村妙子訳、講談社、1980年
- 『コウノトリと六人の子どもたち』岩波の愛蔵版、遠藤寿子訳、岩波書店、1981年
- 『丘はうたう』世界傑作童話シリーズ、脇明子訳、モーリス・センダック絵、福音館書店、1981年
- 『びりっかすの子ねこ』世界のどうわ傑作選（改訂2［版］）、中村妙子訳、ジェームス・マクマラン絵、偕成社、1985年
- 『青い目のネコと魔女をおえ』文研じゅべにーる、黒沢浩訳、文研出版、1990年
- 『ジムのおばけキャベツ』文研児童読書館、白木茂訳、文研出版、2004年